# Winter Fish Testosterone
Winter Fish Testosterone је пети албум немачког састава Дајне лакајен објављен 1996. године.

## Winter Fish Testosterone (1996)
- My Winter
- Fighting the green
- Cupid's disease
- Away
- The cabin door
- Fish
- Carriage song
- Testosterone
- Manastir baroue
- As it is
- My spring